# Corpus Delicti
Mit Corpus Delicti („Körper des Verbrechens“, lateinisch corpus – Körper, delictum  – Verbrechen oder Vergehen; Plural: Corpora Delicti) bezeichnete man in der Frühen Neuzeit die äußeren Merkmale, in denen eine Straftat zum Ausdruck kommt, insbesondere ein Beweisstück, durch welches ein bestimmter Täter einer Tat überführt werden konnte.
Historisch stammt die Lehre vom Corpus Delicti aus der Beweislehre des kanonisch-italienischen Inquisitionsprozesses des 13. Jahrhunderts, die im Rahmen der Rezeption in das deutsche Strafverfahrensrecht vordrang.
Sie ist in Art. 6 der Constitutio Criminalis Carolina von 1532 formuliert: Erst nachdem in einer  Generalinquisition festgestellt worden war, ob überhaupt ein Verbrechen vorlag (constare de delicto), durfte ein der Tat Verdächtiger dazu vernommen werden. Von der Tat ausgehend, die an bestimmten Corpora Delicti festgemacht werden musste, wurde der Täter ermittelt. Zum Beweis einer Tat diente etwa die Inaugenscheinnahme einer getöteten Person (constare de corpore mortuo). Um sodann die Täterschaft eines bestimmten Beschuldigten festzustellen (Spezialinquisition), wurden vor allem Zeugen vernommen oder aber der Verdächtige der peinlichen Befragung (Folter) unterzogen, die ein Geständnis herbeiführen sollte.
Der Begriff wandelte sich im 18. Jahrhundert immer mehr vom körperlichen Objekt zum abstrakten, juristischen Verbrechensbegriff des Tatbestands (von lat.  existentia facti). Ernst Ferdinand Klein definierte 1797: „Diejenigen Thatsachen, welche zusammengenommen den Begriff einer gewissen Gattung von Verbrechen bestimmen, machen den Thatbestand aus (corpus delicti).“ Paul Johann Anselm von Feuerbach beschrieb 1832 den „Thatbestand des Verbrechens (corpus delicti)“ als den „Inbegriff der Merkmale einer besonderen Handlung oder Thatsache, welche in dem gesetzlichen Begriff von einer bestimmten Art rechtswidriger Handlungen enthalten sind.“
Unter dem Tatbestand als Voraussetzung der Strafbarkeit wird in der modernen Strafrechtsdogmatik die abstrakte Umschreibung eines strafrechtlich relevanten Sachverhalts in Gestalt einer menschlichen Handlung oder Unterlassung bzw. die Umschreibung des verbotenen Verhaltens verstanden. Die Gründe eines Strafurteils müssen „die für erwiesen erachteten Tatsachen angeben, in denen die gesetzlichen Merkmale der Straftat gefunden werden“ (§ 267 Abs. 1 StPO). Der Begriff des Corpus Delicti hat dagegen keine eigenständige prozessuale Bedeutung mehr. Als Corpus Delicti wird umgangssprachlich zumeist der Beweisgegenstand, d. h. das Überführungsstück verstanden, mitunter aber auch das Verletzungswerkzeug bzw. das Tatmittel.
Allgemeinsprachlich bezeichnet der Begriff auch oft eine Sache, an der sich eine spezielle Handlung oder eine Handlungsabfolge festmachen lässt. Diese Verwendung bezieht sich auch auf banale Vergehen. Demnach wird auch z. B. der Fußball, der die Fensterscheibe durchschlagen hat, oder etwa der unerwünschte „Hundehaufen“ im Vorgarten umgangssprachlich als Corpus Delicti bezeichnet.